# Teoría del clinamen
El clinamen (en plural clinamina, derivado de clīnāre 'desviar, inclinar') es el nombre en latín que dio Lucrecio para traducir la expresión griega parénklisis a la impredecible desviación que sufren los átomos en la física de Epicuro. Este concepto le sirvió al filósofo griego a modo de solución al problema del libre albedrío prescindiendo de un dios garante de libertad. Esta teoría ha tenido una importantísima influencia a lo largo de todo el desarrollo histórico del mecanicismo por su originalidad y por haber supuesto una solución coherente y muy temprana a uno de los principales problemas de esta corriente filosófica. El único fragmento en griego sobre esta noción central es de la inscripción de Diógenes de Enoanda:

«¿No sabes? seas quien seas, que en realidad hay un movimiento libre en los átomos, que Demócrito no pudo descubrir, pero que Epicuro sacó a la luz, ¿un movimiento desviado, como lo demuestra por los fenómenos?»
Diógenes de Enoanda (fr. 54)

La teoría del clinamen despertó la atención de filósofos como Karl Marx, Simone de Beauvoir, Gilles Deleuze, Jacques Lacan, Jacques Derrida, Louis Althusser, Michel Serres y Jean-Luc Nancy. El premio Nobel de química Ilya Prigogine apreció su defensa del indeterminismo en el clinamen epicúreo, siendo precursor del principio de indeterminación de Werner Heisenberg.

## Epicureísmo
Conocemos la doctrina del clinamen a través del poema de Lucrecio De Rerum Natura, debido al excepcionalmente severo trato que la historia ha dispensado a la obra original de Epicuro.
La teoría del clinamen proporciona una solución al viejo problema (planteado por Aristóteles) de la regresión al infinito de las cadenas causales en el movimiento, sin tener que recurrir a la acción de un dios ordenador que funcione como primer motor inmóvil. El razonamiento aristotélico afirmaba:
- necesariamente todo lo que se mueve es movido por otra cosa (la causa eficiente del movimiento);
- por lo tanto todo movimiento se sitúa en una cadena causal;
- esta cadena causal no puede ser infinita, debe tener un inicio;
- al inicio de la cadena causal debe haber algo que «mueva sin ser movido», una causa primera, un motor inmóvil.

Aristóteles identificó en este moviente inmóvil a la divinidad. Sin embargo, y dentro de la doctrina epicúrea, los dioses son perfectamente felices, lo cual impide la posibilidad de toda influencia por su parte en los acontecimientos terrenales.

Pues si no declinaran los principios, en el vacío, paralelamente, cayeran como gotas de la lluvia; si no tuvieran su reencuentro y choque, nada criara la naturaleza.
Quod nisi declinare solerent, omnia deorsum imbris uti guttae caderent per inane profundum nec foret offensus natus nec plaga creata principiis; ita nihil umquam natura creasset.
Lucrecio, De rerum natura. II. 220-225

Para solucionarlo, introdujo el clinamen, o desviación espontánea del átomo de su trayectoria, como origen de nuevas cadenas causales. Con ello, eliminaba a los dioses de la cadena de razonamientos a la vez que introducía un factor de indeterminación que solucionaba uno de los principales problemas del atomismo democríteo: el determinismo. Es decir, el clinamen proporcionaba una base ontológica sólida en la que justificar el libre albedrío. Ya que sin libertad las acciones morales dejan de serlo, el clinamen se erigió también en sostén de toda posibilidad de una ética atea.

## Uso moderno
El término ha sido retomado por Harold Bloom para describir las inclinaciones de los escritores para «virar» de la influencia de sus predecesores; es la primera de sus «Proporciones de revisión» que describió en La ansiedad de la influencia.
En Finnegans Wake, James Joyce alude a este término en el primer párrafo.
En Diferencia y repetición, Gilles Deleuze emplea el término en su descripción de las multiplicidades, haciendo la observación en el núcleo de la teoría del clinamen de que «es ciertamente esencial que el átomo se relacione con otro átomo». Si bien los átomos afectados por el clinamen se colapsan respectivamente en una relación de suposición recíproca, Deleuze rechaza esta versión de la multiplicidad, tanto porque los átomos son demasiado independientes como porque la multiplicidad es «espacio-temporal» antes que interna. Deleuze comparó también el clinamen de Lucrecio con el conatus de Spinoza en el apéndice de su Logique du sens.
Simone de Beauvoir, Jacques Lacan, Jacques Derrida, Jean-Luc Nancy, Alain Badiou así como Michel Serres y el polemólogo Gaston Bouthoul han hecho un uso extenso de la idea del clinamen, si bien con muy distintas lecturas.

### Relación con la Patafísica y OuLiPo
Estos desvíos que parecen accidentes de recorrido, epifenómenos, relacionan el clinamen de la «ciencia de lo particular, aunque se diga que solo hay ciencia de lo general», es decir, la Patafísica.
En las Gestas y opiniones del doctor Faustroll, patafísico, biblia de los patafísicos, Alfred Jarry habla precisamente de la eyaculación de «la bestia imprevista Clinamen» (libro VI, capítulo titulado exactamente «Clinamen»). O. Votka, patafísico, escribe que Epicuro 

ha comprendido que en el centro de todo pensamiento, al igual que de toda realidad (que nunca es para cualquiera otra cosa que un pensamiento de realidad), existe una aberración infinitesimal, una inflexión indispensable, que sin embargo orienta y desorienta todo. El clinamen es pues evidentemente otra cosa que una casualidad o una suerte como se dice a menudo. Es una noción irrisoria que Epicuro ha puesto al comienzo…

Y el oulipiano Paul Braffort commenta: 

Este texto abre una polémica (…) sobre la relación posible del clinamen con las relaciones de incertidumbre de la física cuántica. Pero para Perec el clinamen interviene sobre todo como "modo de empleo complementario" en la puesta en obra de las tensiones oulipianas.

Perec define así el clinamen: 

Contamos con una palabra para la libertad que se llama el clinamen, que es la variación que se hace pasar a una obligación… [Por ejemplo], en uno de los capítulos La vida modo de empleo, era necesario que fuera cuestión de linóleo, era preciso que en el suelo hubiera linóleo, y esto me molesaba, que hubiera linóleo. Así que he llamado a un personaje Lino – como Lino Ventura. Le ha dado como nombre Lino y esto lleno para mí la cabaña Linóleo. ¿El hecho de engañar con respecto a una regla? En esto yo sería completamente pretencioso: hay una frase de Paul Klee que amo enormemente, la cual es: El genio es el error en el sistema.